# 粟田道麻呂
粟田 道麻呂（あわた の みちまろ）は、奈良時代の公卿。姓は臣のち朝臣。官位は従四位下・参議。勲位は勲三等。

## 経歴
天平宝字2年（758年）内薬佑に任ぜられ、翌天平宝字3年（759年）臣姓から朝臣姓に改姓する（この時の位階は従七位下）。
天平宝字8年（764年）正月に正六位上から外従五位下に昇叙される。同年7月授刀大尉の任にあったが、新羅使の金才伯ら91名が博多津に到着したことから、右少弁・紀牛養と共に来朝の理由を問うために大宰府に派遣されている。同年9月に発生した藤原仲麻呂の乱に際しては、外従五位下から一挙に従四位下・参議に叙任されて、乱の鎮圧に当たる。乱後の同年10月既に式部大輔勅旨員外大輔授刀中将の官職に就いていたがさらに因幡守を兼ね、翌天平神護元年（765年）正月には乱鎮圧の功労により勲三等の叙勲を受けた。
同年8月に和気王の謀反に与したことが発覚して詔によって譴責を受ける。道麻呂は以前より和気王と親しく、和気王邸で飲食を共にしていた。ある時道麻呂と和気王が密かに語り合った帰路に、道麻呂が帯びていた刀が門の塀に触れて折れてしまったために、和気王はすぐに立派な飾太刀を贈ったが、これにより人々の疑心を招き、陰謀が露見してしまったという。本来であれば法に基づいて罰せられるところを、道鏡の取りなしによって道麻呂は一旦赦されて解官ののち10日余りで飛騨員外介に左遷されるが、同時に道麻呂にかねてより恨みを持っていた上道斐太都も飛騨守に任ぜられる。斐太都は赴任するとすぐに道麻呂夫妻を一院に幽閉して往来を禁じた。数月の後、道麻呂は妻と共に院内で死亡した 。

## 官歴
『続日本紀』による。
- 天平宝字2年（758年） 日付不詳：内薬佑[4]
- 時期不詳：従七位下
- 天平宝字3年（759年） 7月13日：臣姓から朝臣姓に改姓
- 時期不詳：正六位上
- 天平宝字8年（764年） 正月21日：外従五位下。7月19日：見授刀大尉。9月11日：従四位下、参議[5]。日付不詳：式部大輔勅旨員外大輔授刀中将。10月20日：兼因幡守
- 天平神護元年（765年） 正月7日：勲三等。8月1日：飛騨員外介